# Mark Schlott
Mark Schlott (* 25. Mai 1985 in Rodewisch) ist ein ehemaliger deutscher Nordischer Kombinierer.
Schlott begann seine internationale Karriere bei FIS-Rennen 2002. Ab 2005 startete er im B-Weltcup der Kombinierer. 2008 gelang ihm dort in Hakuba sein erster Sieg. Ab der Saison 2008/2009 gehörte er zum Kader für den Continentalcup. Am 27. Dezember 2008 gab er in Oberhof sein Debüt im Weltcup der Nordischen Kombination. Dabei blieb er jedoch erfolg- und punktlos. Nachdem er aber seine Leistungen im Continentalcup weiter steigern konnte und im Januar 2010 in Otepää in beiden Wettbewerben aufs Podium kam, startete er daraufhin erneut im Weltcup. Dabei gelang ihm in Schonach und in Seefeld die Platzierung in den Punkterängen. Die Saison 2009/10 beendete er auf dem 42. Platz der Weltcup-Gesamtwertung.